# جبل بيستون
جبل بيستون أو بهستان هو جبل أثري في كرمانشاه غرب جمهورية إيران. والذي يُعَد أحد أكثر المعالم  الأثرية العالمية شهرةً حيث تم إدراجه في سنة 2006م في سجل قائمة التراث العالمي لليونسكو. ويبلغ طول جبل بيستون 2752m وعرضه ثلاثة كيلومترات. جبل بيستون باعتباره مزيجاً رائعاً من المعالم الفنية الباقية من عصور إيران التأريخية المزدهرة منها الأخمينية والايلخانية والساسانية والمادية التي تحوّله إلى أمثل معالم كرمانشاه ويوجد عليها أحد أروع المنتجات للفنون والعمارة الفارسية الواقفة شامخةً أمام العالم، كتيبات داريوش، أكبر المخطوطات والنقوش الصخرية في العالم المتبقية من عهد الأخمينيين والمسجّلة ضمن قائمة يونسكو للتراث العالمي من أشهر الوثائق التأريخية العالمية العائدة تاريخها إلى 521 سنة قبل الميلاد قام بنحتها داريوس الكبير الملك الاخميني الأول نموذجاً باهراً و تذكاراً فاخراً جعل إمبراطوريته العالمية خالدةً و باقيةً إلى الأبد. وبذلك يُعتبَر جبل بيستون صرحاً مهيباً من تأريخ عظيمٍ يدعو محبي التراث العريق والآثار التأريخية لزيارته ولذلك تأتي أفواج السياح متوافدين على تلك المنطقة إستمتاعاً بهذا الصرح الاثري الفريد في نوعه.

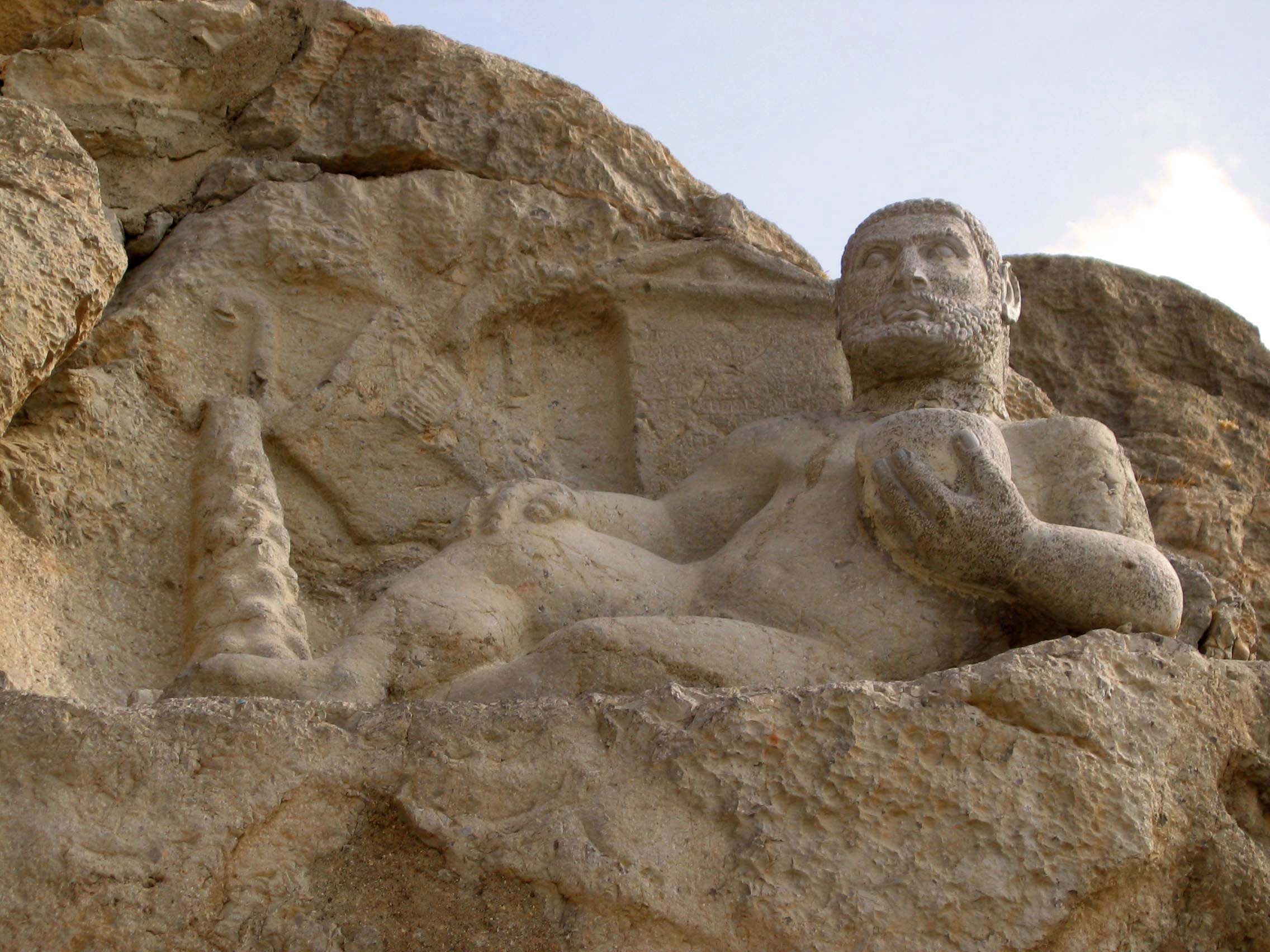
تمثال هيرقل في جبل بيستون

## الموقع الجغرافي
يقع هذا الجبل الأثري في شرق محافظة كرمانشاه أقصى غرب البلاد على بعد 30 كيلومتراً عن هذه المدينة والتي هي (مهد تأريخ بغاية العظمة وحضارةٍ بمنتهى العراقة) على الطريق من همدان إلى كرمانشاه في موقعٍ مميّزٍ مطلٍّ على سهلٍ فسيحٍ و مزيّنٍ بالاجواء الطبيعية حيث يرقد جبل بيستون  على طريق الحرير التأريخي المعروف.

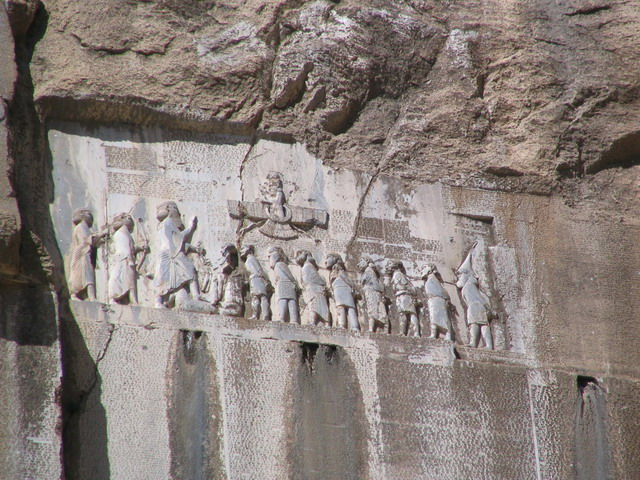
نقش بيستون العالمي

## معالم الجبل الأثرية
يتضمن جبل بيستون مجموعة من المعالم  الأثرية تعود إلى ما قبل التأريخ، بما فيها:
- اللوح الحجري للملك الكبير داريوش (داريوس) أو كما يسمى نقش بيستون: هو أكبر لوح حجري في إيران، بل في العالم كله. هذا اللوح الذي يعود تأريخه إلى عهد الحكم الإخميني (520 قبل الميلاد) يقع على سفوح جبل بيستون في هرسين على بعد ثلاثين كيلومتراً من مدينة كرمانشاه. ويبلغ ارتفاع اللوح 7 أمتار و80 سنتيمتراً وطوله 22 متراً، وتتوسطه خمسة أعمدة مكتوبة بالخط المسماري الفارسي القديم. على جميع هذه الأعمدة الخمس، نشاهد أهورامزدا على شكل بارز وهو يحلق. كما نرى أهورامزدا على شكل آدمي وله لحية مستطيلة الشكل، ويظهر من وسط إشعاعات شمس كبيرة جداً تسطع أنوارها. على رأس أهورامزدا في هذا اللوح الحجري تاج ساطع مع أقران ترمز إلى ربوبيته. كما يمكن رؤية اهورامزدا يمسك بيده اليسرى حلقة تمده إلى داريوش، مما يدل على أن أهورامزدا يجري مراسم تتويج داريوش ملكاً على إيران. بالإضافة إلى ذلك نرى في هذا اللوح أهورامزدا وهو يرفع يده اليمنى، داعياً له بالخير والبركة اما داريوش فهو يحمل على رأسه تاجاً. لحيته مستطيلة الشكل وشواربه مفتولة. كما نرى داريوش وهو يمدّ يده اليمنى إلى أهورامزدا ويبتهل، وبيده اليسرى يحمل قوساً.[3][4]
- نقش النحات على الجبال للفنان المعروف فرهاد: هو نقش بارز يصوّر قصة انتصار الملك الكبير داريوش على عدوه والمهاجمين المتمردين وتنكيلهم وأسرهم. يبلغ طول هذا النقش البارز ستة أمتار وعرضه 20/3 متراً.
- رمز فروهر: اما رمز «فروهر» فهو يعلو النقش، كما نرى الملك داريوش وهو يرفع يده اليمنى إيذاناً بمدح أهورامزدا وثنائه، بيد أن رجله اليسرى على صدر الكاهن الكذاب «كئومات مغ» الذي سحقه داريوش. كما تطالعنا صورة للغزاة المنهزمين الذين يقفون متعاقبين أمام الملك داريوش، بينما أياديهم مكبلة من الخلف برقابهم. كما نرى في النقش جنديين إثنين خلف داريوش، واحد منهما يحمل رمحاً والآخر يحمل قوساً.[1]
- معالم أخرى: معبد الملوك الباريتين، وسراب بيستون، وتمثال هرقل، والنقش البارز للملك الأشكانيميتريدات الثاني وبقايا السد الساساني والنقش البارز لجودزر ومعبد الملوك، وكهف الصيادين، وهضبة نادري، ومحطة نزول القوافل الايلخانه، والطريق المجاور لمنطقة سراب، وخربة مقبرة قديمة ومحطات نزول القوافل الصفوية.[1]

## معرض صور

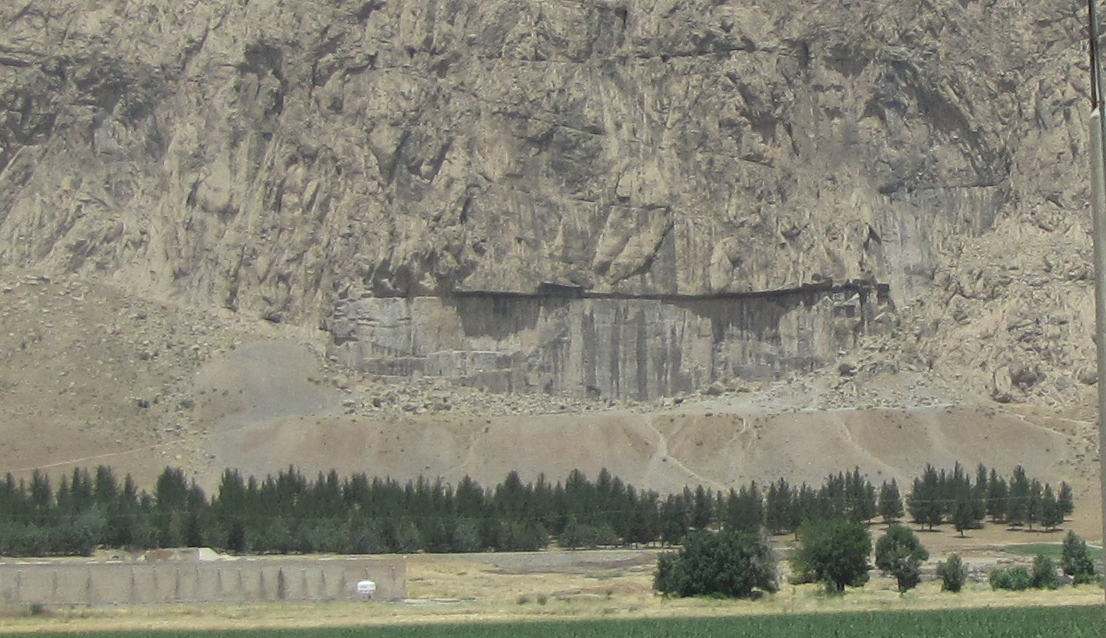
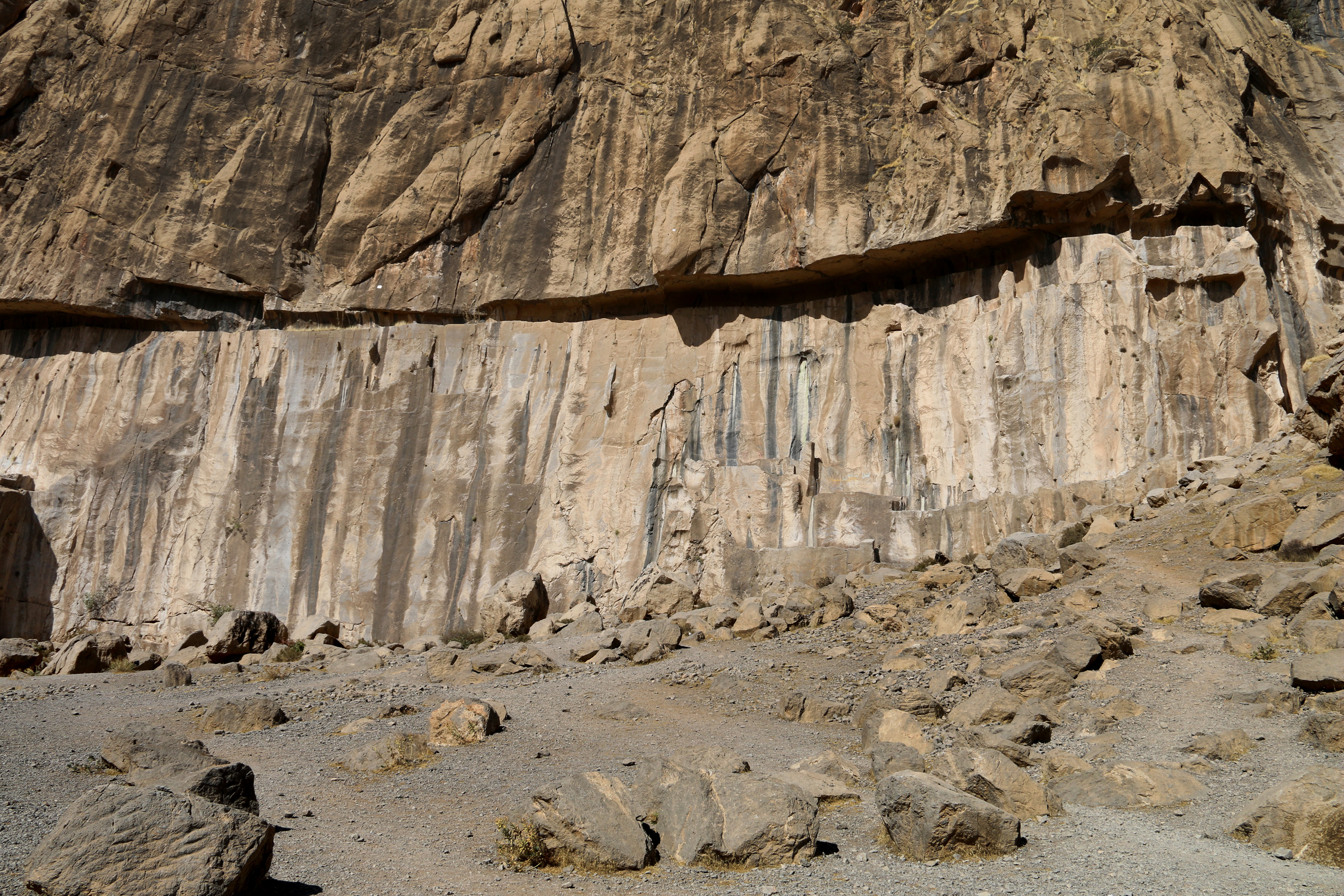
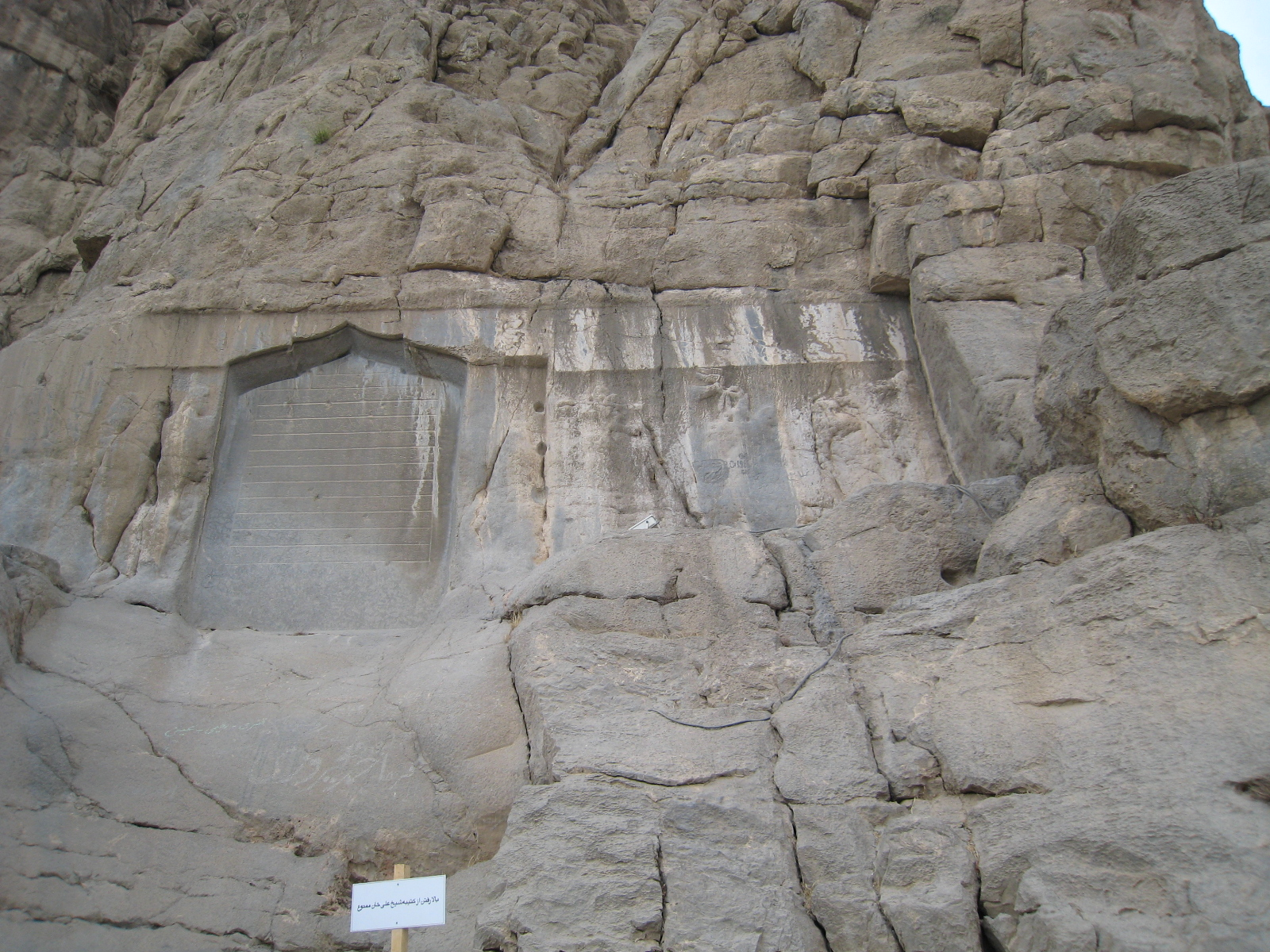

## طالع ايضاً
- جبل خواجه الحجري
- جبل دمافند
- جبل تفتان